# Comisión Federal de Comercio

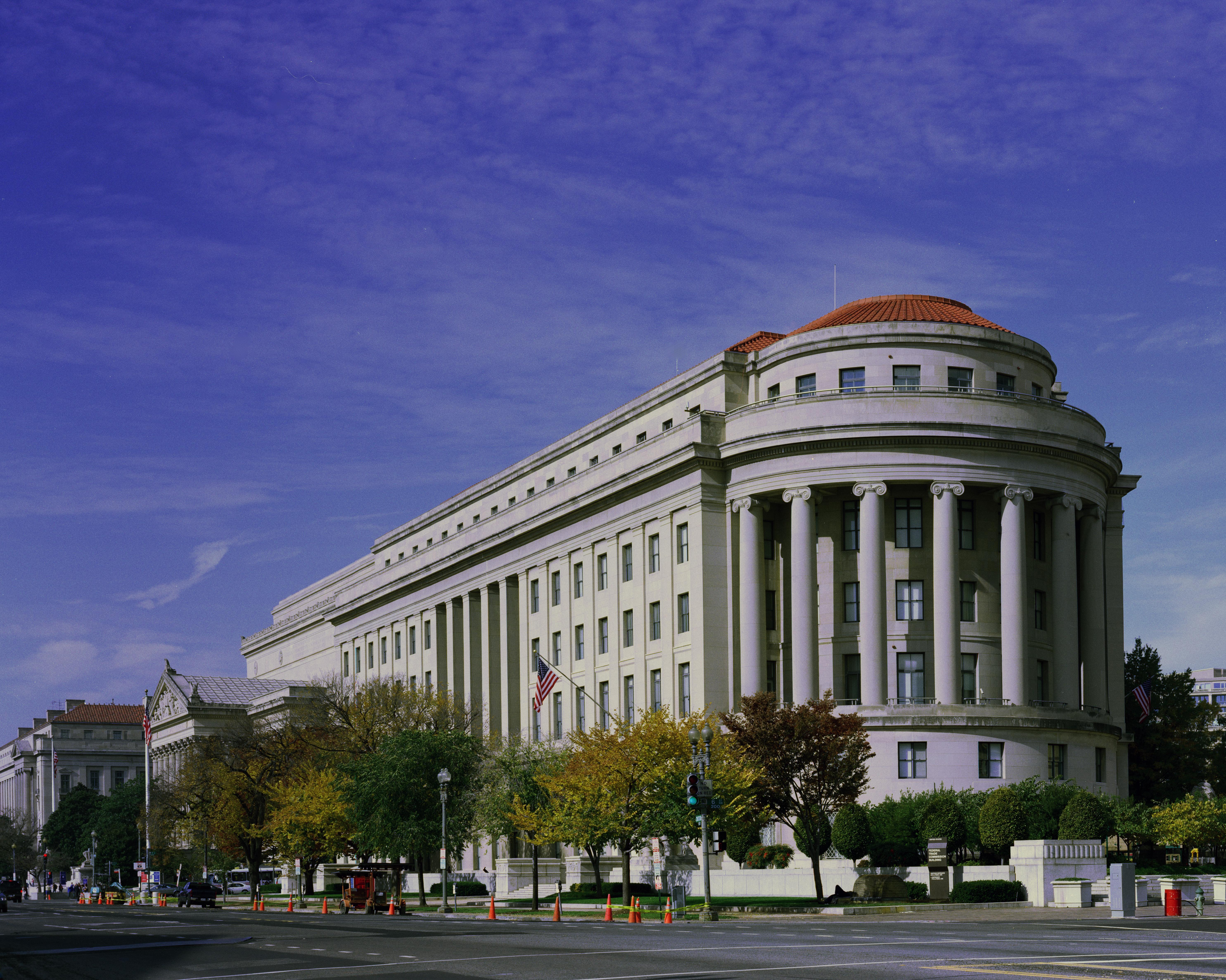
El edificio Apex es el edificio de la Comisión Federal de Comercio, construido en 1938.

La Comisión Federal de Comercio (FTC por sus siglas en inglés) es una agencia independiente del gobierno de los Estados Unidos, establecida en 1914 por la ley de la Comisión Federal de Comercio. Su misión principal es promover los derechos de los consumidores y la eliminación y prevención de prácticas que atentan contra la libre competencia.
El acta de la Comisión Federal de Comercio fue una de las leyes principales acometidas por la presidencia Wilson en contra de los trusts. Los Trusts y los trust-busting fueron importantes y significativos temas políticos durante la "Progressive Era" (1890-1920). Desde su establecimiento la FTC ha reforzado las provisiones de la Ley Clayton, un importante estatuto antitrust, así como las provisiones del Acta de la FTC, (Código de Estados Unidos, Título 15, regla 41) et seq. Desde su establecimiento la FTC ha reforzado las regulaciones de comercio mediante la promulgación de estatutos y de numerosas regulaciones (codificados en el Título 16 del Código de Regulaciones Federales).